# Fischer (azienda di attrezzature sportive)
La Fischer Sports GmbH è un'azienda austriaca che produce articoli per lo sci alpino, lo sci nordico e altre discipline sportive. La sede si trova a Ried im Innkreis (Alta Austria).

## Storia

### Gli inizi
Nel 1924 Josef Fischer senior fondò l'impresa a Ried im Innkreis. Inizialmente si producevano slitte e carri rastrelliere, poi l'azienda iniziò a produrre a mano i primi sci.
Nel 1936 cominciò la produzione di sci in serie e nel 1938 venivano esportate circa duemila paia di sci all'anno in America del Nord. Anche durante Seconda Guerra Mondiale la produzione non fu interrotta, anzi la Fischer fabbricava sci per le forze armate.

### Dopo la guerra
Verso la fine degli anni quaranta iniziò una nuova era nella produzione di sci, con l'abbandono del materiale ligneo. L'America del Nord assieme alla Germania diventò uno dei mercati esteri più importanti. Dopo la morte di Josef Fischer senior nel 1962, suo figlio Josef Fischer junior e la cui sorella Selma Sturmberger assunsero la gestione dell'impresa. Agli inizi degli anni settanta iniziò la produzione di sci per la disciplina dello sci di fondo. Il rivestimento di vetroresina del modello Europa 77 fu una grande innovazione tecnica. Nel Luglio del 1973 Fischer acquisì la ditta Löffler, un produttore di calze e maglierie, con lo scopo di sfruttare il know-how per sviluppare moderni abbigliamenti sportivi.

## Struttura
Fanno parte della Fischer Sports GmbH:
- Fischer + Löffler Deutschland GmbH (GER)
- Fischer Ltd. (RUS)
- Fischer Mukatschewo (UKR)
- Fischer Skis US, LLC (USA)
- Fischer Footwear SRL, Montebelluna (ITA)
- Fischer France SARL (FRA)